# ピョートル・ヴェリーキー (戦艦)
ピョートル・ヴェリーキィ（Пётр Великий）は、ロシア帝国がバルチック艦隊向けに建造した前弩級戦艦である。艦名は、ロシア帝国の初代皇帝ピョートル1世を讃えたもの。ロシア帝国海軍では、モニター艦、装甲艦、艦隊装甲艦、練習船などに分類された。ロシア最初の航洋型装甲艦である。

## 概要
設計計画は、アンドレイ・ポポフ海軍少将によって作成された。1871年に進水したイギリス海軍の砲塔装甲艦「デヴァステーション」によく似た艦容を持っていたが、その武装は異なっていた。世界で3隻しか建造されなかった隠顕型砲塔を搭載した艦のひとつで、後装砲を砲塔内に連装で装備していた。主砲は、当時ロシアで最新鋭の305ミリ艦砲であった1867年式12インチ砲が採用された。
砲塔艦の一種であったが、乾舷が低く、航洋性は高いものではなかった。しかし、それでも同世代の砲塔艦と比べて優位に立てるものであり、船体も大型で火力・防御力ともに当時としては強力なものであった。防御装甲は錬鉄製で、シタデル、装甲砲座、砲塔部分で最大の356 mm厚を持っていた。
1869年5月20日に、サンクトペテルブルクのガレルヌイ島造船所にて起工した。当初の艦名はクレーイセル（Крейсер）であったが、これはスウェーデンから捕獲した軍艦に由来する伝統的なロシア・フリゲートの艦名であった。類別もモニター艦であった。
1872年5月30日、ピョートル1世の生誕200周年を記念し、艦名を「ピョートル・ヴェリーキィ（Пётр Великий, ピョートル大帝）」と改めた。同年8月15日に進水し、クロンシュタットに曳航されて艤装が施された。1873年12月22日付けで、新たに設置された装甲艦という類別に改められた。1877年に竣工し、バルト艦隊へ配備された。
1880年から1881年にかけて、最初のオーバーホールを受けた。動力機関が満足の行くものではなかったため、このときにグラスゴーのランドルフ・アンド・エルダー社にて機関の換装工事も受けた。1892年2月1日からは艦隊装甲艦に類別を変更された。1895年には再び改修工事を受け、新しい速射砲の45口径152ミリ単装砲を6門増設されるなど、装備が近代化された。
1890年代初頭の時点で艦はすっかり旧式化していたが、20世紀に入っても退役せずに砲術訓練のために使用されることになった。そのため、1903年から1908年まで艦はオーバーホールと大規模な近代化改装を受け、まったく別の艦に生まれ変わった。このとき、特徴であった隠顕型砲塔は撤去され、新しい50口径203ミリ砲が装備された。新しい主砲は防楯を用いた通常形式の露砲で、当時の最新艦に採用されつつあった新式の長砲身砲であった。これを、少し前の装甲巡洋艦と同じような方式で、艦首と艦尾の舷側にそれぞれ1門ずつ、合せて4門搭載した。砲塔は、経済性を優先したため採用されなかった。船体各部には、装甲板が増設された。
1903年9月21日付けでバルチック艦隊練習火砲分遣隊に編入され、1906年3月11日付けで類別も練習船に改められた。日露戦争の影響を受け、「ピョートル・ヴェリーキィ」の改装よりも新しい艦隊装甲艦「クニャージ・スヴォーロフ」や「スラヴァ」の建造が優先されたため、工事は大幅に遅延した。
「ピョートル・ヴェリーキィ」は第一次世界大戦中は、砲術手の訓練のために使用された。
1917年に発生した二月革命後は、ロシア臨時政府の所有となった。この年からは、潜水母艦として使用され、バルト艦隊の潜水艦隊を支援した。十月革命後は、赤色海軍に編入された。
1918年2月25日～26日にかけてレーヴェリからヘリシンクフォールスへ移動した。その後、A・M・シチャースヌイ海軍大佐の指揮下に置かれた。ブレスト＝リトフスク条約が締結されると、ドイツ帝国による接収を防ぐため、1918年4月11日～14日にかけてフィンランド湾を逃れてクロンシュタットへ移動した（バルチック艦隊の氷洋巡航）。10月から、クロンシュタットにて予備役編入された。
1921年4月21日付けで、バルト海軍に所属した。5月21日には武装解除され、クロンシュタット軍港の水雷封鎖艦となった。1923年12月4日付けで、艦名も「第1号繋留廃艦 (Блокшив № 1) 」と改められた。ソビエト連邦が成立すると、ソ連海軍の所属となった。
1924年9月23日に発生したクロンシュタットの洪水の際に、押し寄せた沖からの波のために沿岸の浅瀬に乗り上げた。1927年10月5日には、潜水作業特務隊（EPRON）のバルト海隊によって離礁させられた。その後、すぐに修復工事を受けて現役に復帰した。
1932年1月1日付けで、艦名を「第4号繋留廃艦 (Блокшив № 1) 」に改められた。1935年1月11日には、赤旗勲章受賞バルト艦隊に所属した。冬戦争と大祖国戦争に参加し、機雷敷設任務に使用された。
二度の世界大戦を生き延び、1946年2月15日からはクロンシュタット海軍要塞に所属した。1949年5月16日には艦名を「BSh-3 (БШ-3) 」に改められた。1955年12月24日からは、レニングラード海軍基地に所属した。1959年4月18日付けでソ連海軍を退役し、資金資産局へ引き渡され、解体・売却された。

### 注
1. 1 2  1881年にランドルフ・アンド・エルダー製に交換
2. ↑  練習火砲艦（учебный артиллерийский корабль）とも。